# Elysium (película)
Elysium es una película estadounidense de ciencia ficción ciberpunk está dirigida por Neill Blomkamp y protagonizada por Matt Damon, Jodie Foster, Sharlto Copley, Alice Braga, Wagner Moura, Diego Luna y William Fichtner. Está ambientado en un futuro lejano en el que una Tierra superpoblada tiene graves problemas de masificación y contaminación, mientras que la parte más pudiente de la población reside aislada de todo esto en un hábitat espacial llamado Elysium.

## Argumento

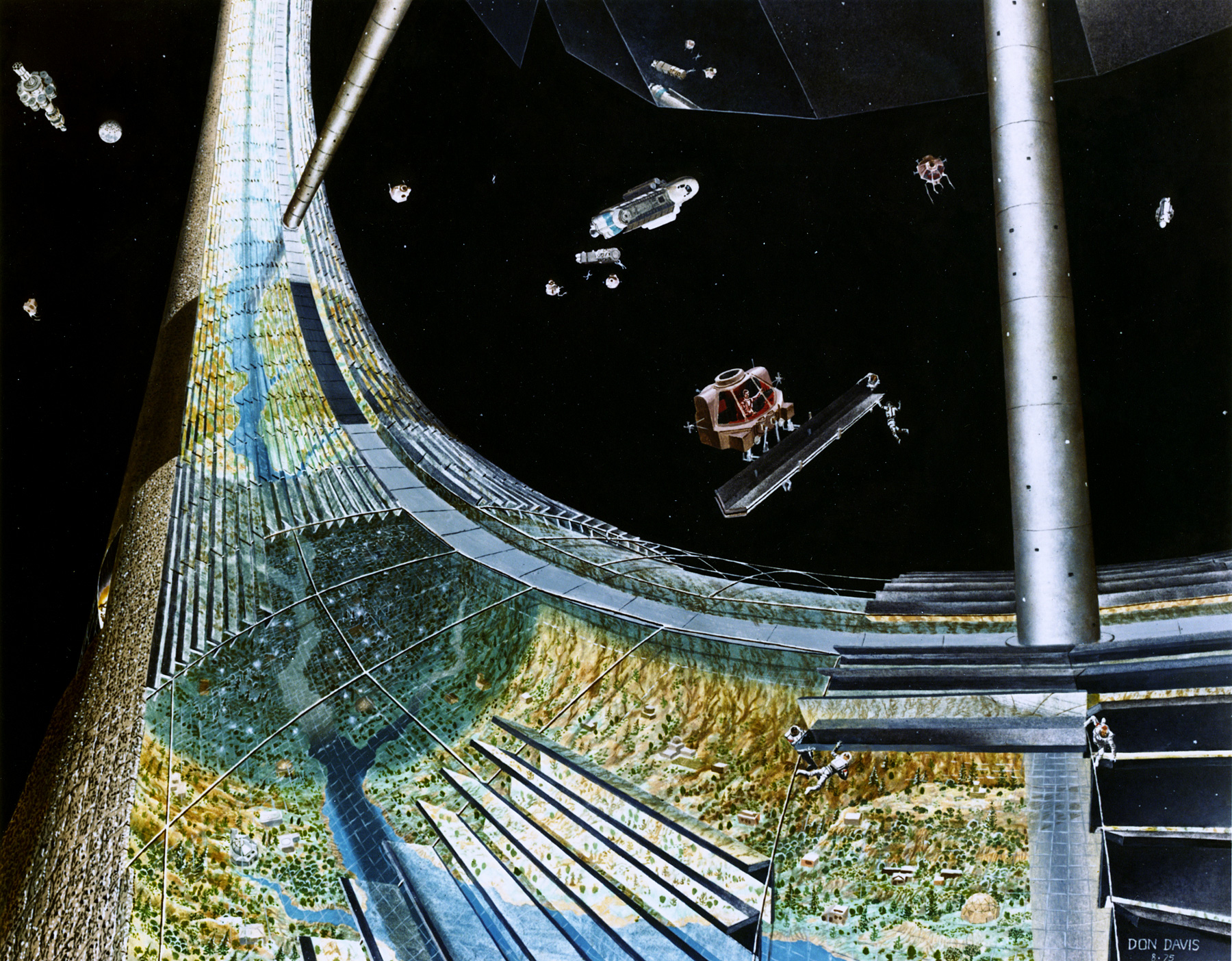
Toroide de Stanford.

En el futuro, en el año 2154, las élites capitalistas viven en una estación espacial avanzada de forma toroidal llamada Elysium, que tiene su propia atmósfera y campo "electromagnético", y cuenta con aire limpio, agua y todo lo necesario para vivir en forma segura, saludable y confortable. La estación se ubica orbitando la Tierra a una gran altitud y fue construida por la Corporación Armadyne, una corporación privada espacial como contratista de inversionistas privados. Mientras, las demás personas viven en una superpoblada Tierra arruinada y afectados por varias enfermedades, problemas de salud, incapacidad y enfermedades genéticas, afectada por el cambio climático, la contaminación ambiental y desechos industriales, nucleares y aire contaminado, inseguridad en las calles, pandillas y basura acumulada. 
La secretaria de defensa, Jessica Delacourt (Jodie Foster), decidió conservar el lujoso estilo de vida de los ciudadanos de Elysium y emplea al psicópata mercenario Kruger (Sharlto Copley) para eliminar a los inmigrantes ilegales que intentan llegar a Elysium y tratar de utilizar sus avanzados Med-Pods para curar sus enfermedades en forma gratuita. El presidente Patel (Faran Tahir) está en desacuerdo con sus métodos violentos y amenaza con despedirla, además de despedir a Kruger para que ya no trabaje como mercenario. 
Jessica Delacourt luego convence al jefe de Armadyne, el empresario John Carlyle (William Fichtner), dispuesto a recibir sobornos, para escribir un programa informático que puede reinicializar el software de control de Elysium y permitir reemplazar a su presidente, para que ahora la Corporación Armadyne controle totalmente a Elysium como una dictadura financiada por el aporte de dinero de los ricos que viven en la estación espacial. Carlyle almacena el programa en su propia mente para su custodia totalmente asegurada hasta que abandone la Tierra a Elysium, en una nave espacial de lujo, y evitar que la señal sea interceptada, robada o pirateada por los hackers del planeta.

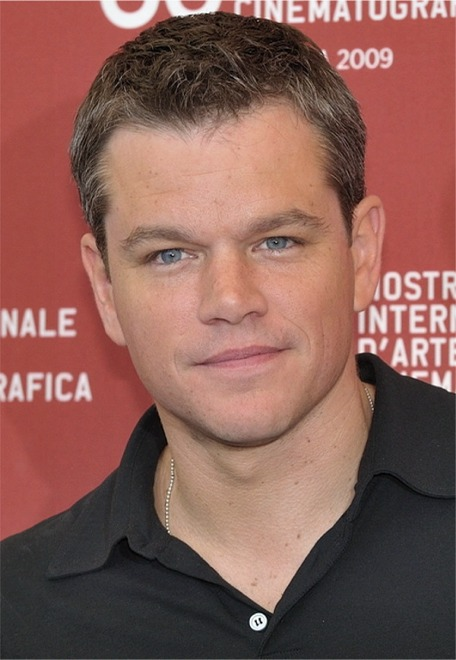
El estadounidense Matt Damon interpreta a Max Da Costa.

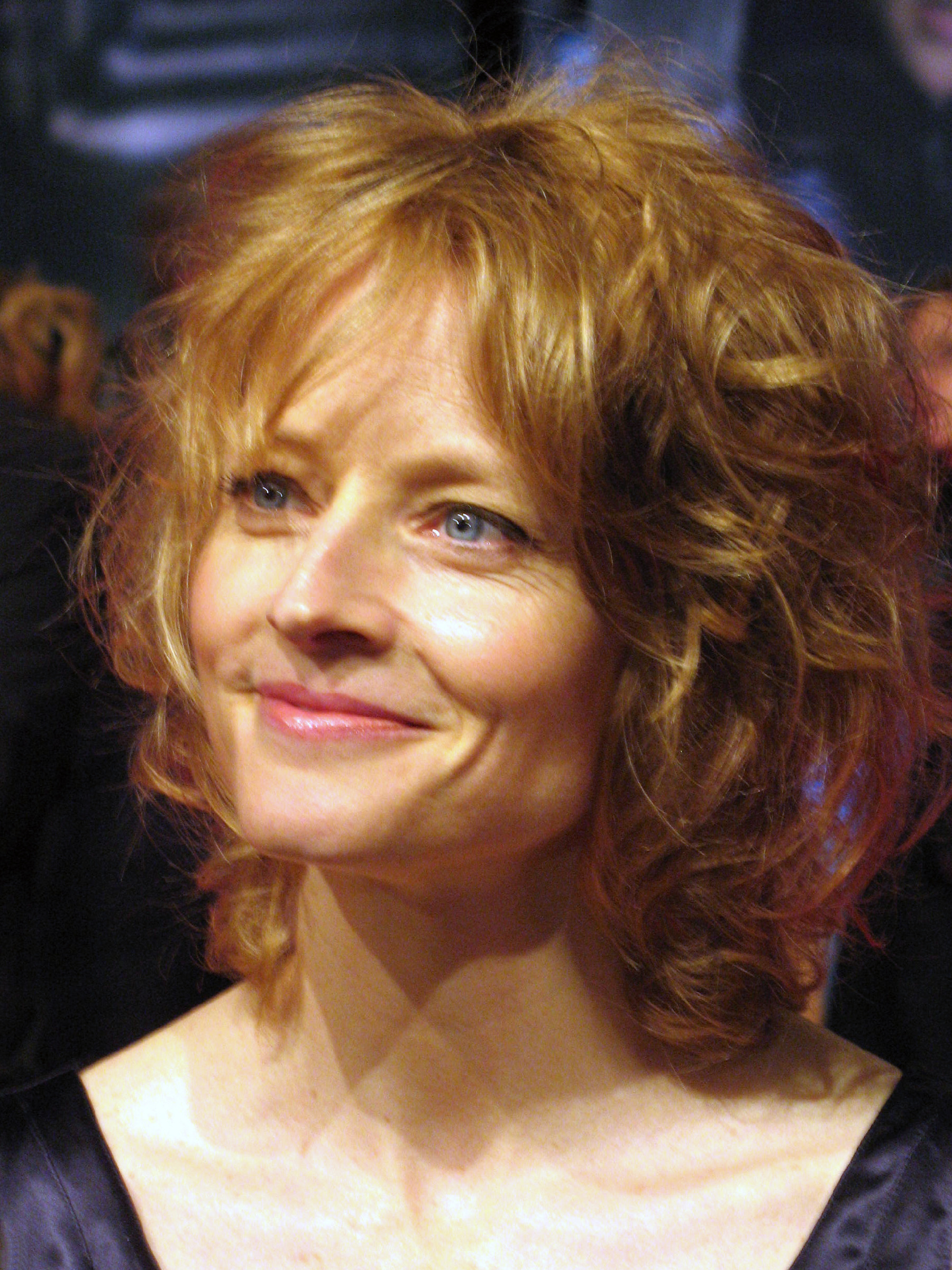
La estadounidense Jodie Foster interpreta a Jessica Delacourt.

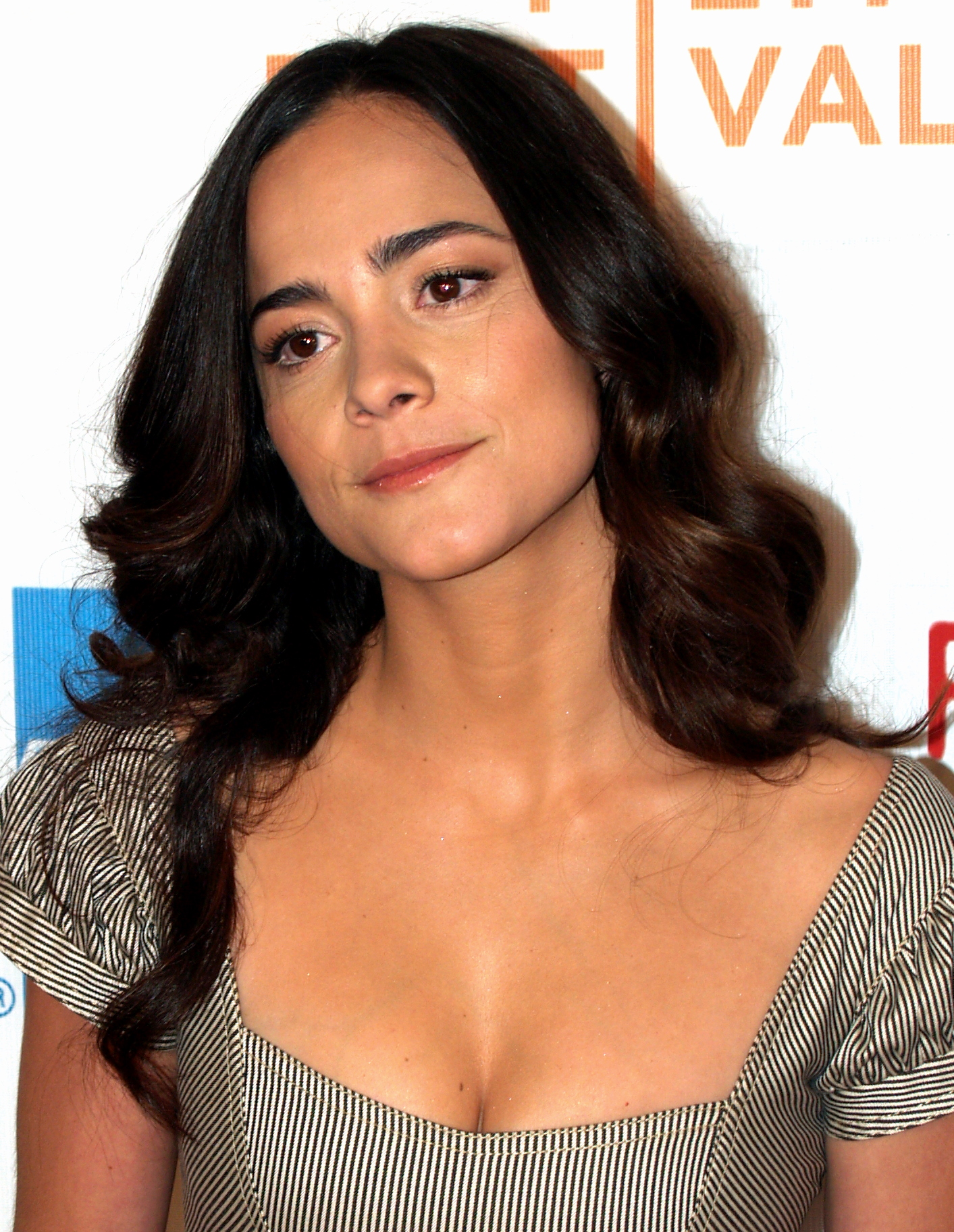
La brasileña Alice Braga interpreta a Frey.

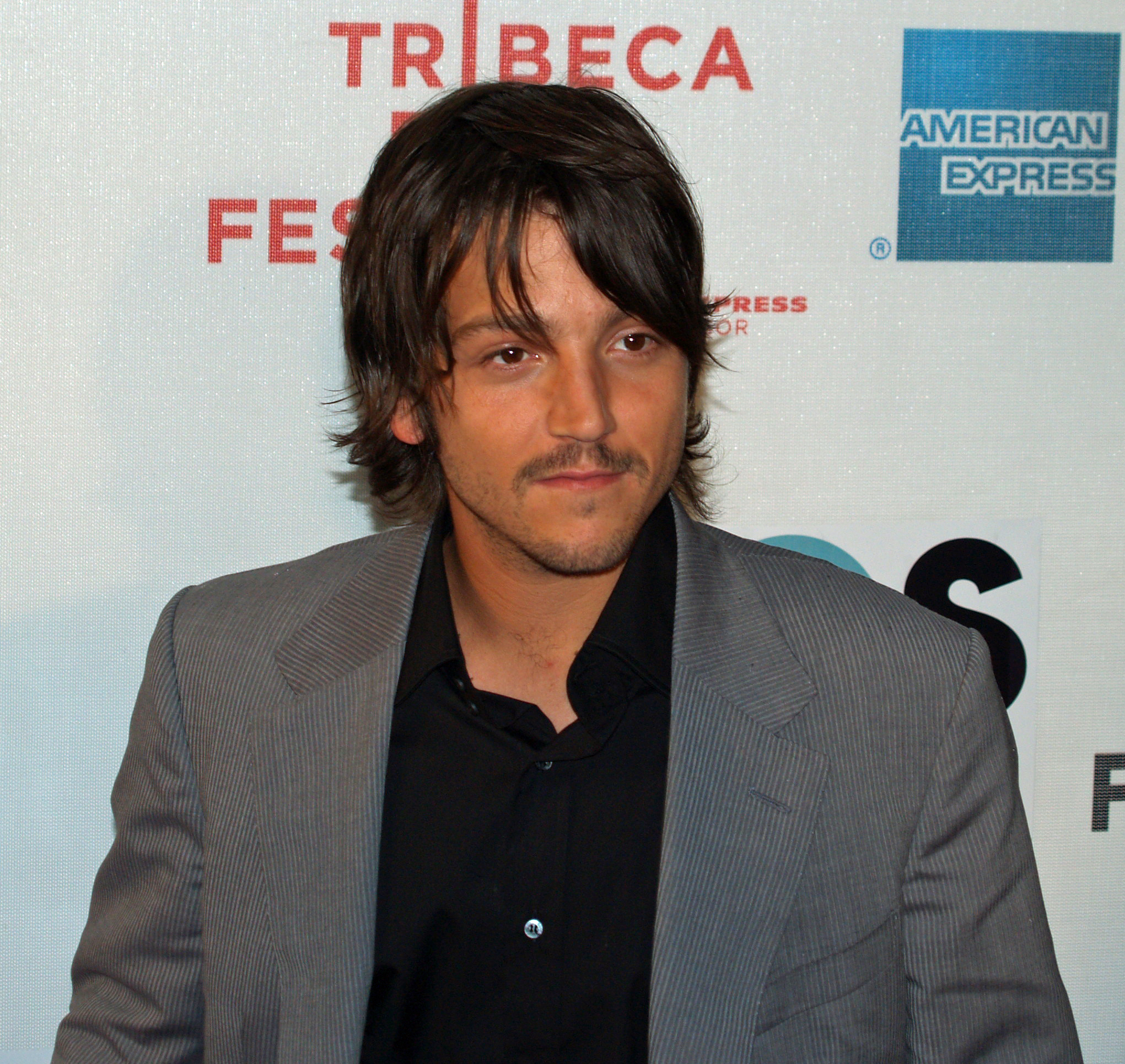
El mexicano Diego Luna interpreta a Julio.

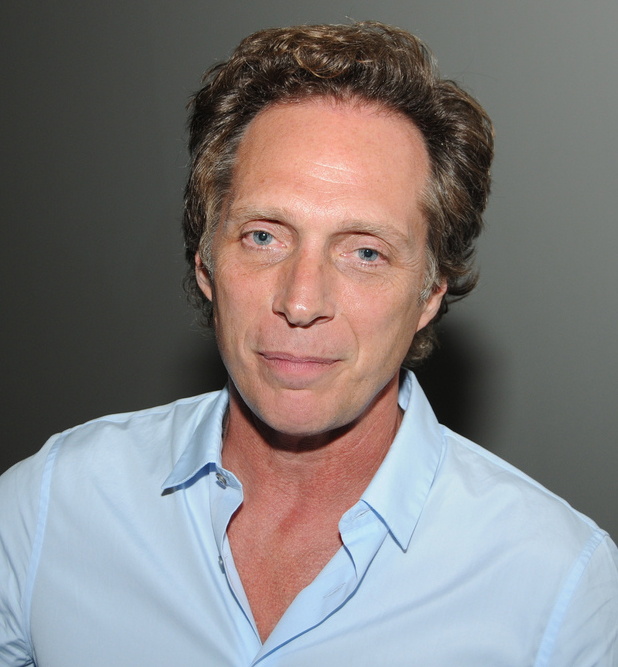
El estadounidense William Fichtner interpreta a John Carlyle.

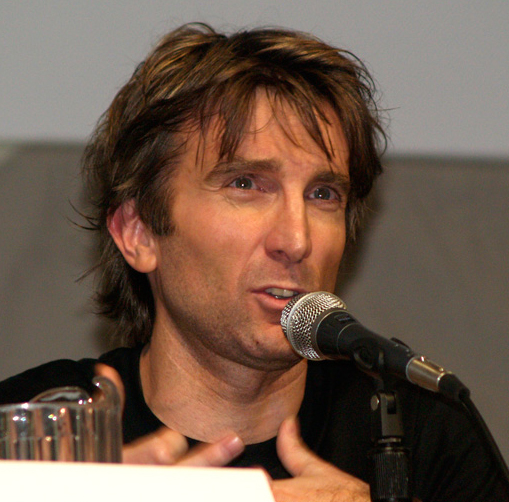
El sudafricano Sharlto Copley interpreta a Kruger.

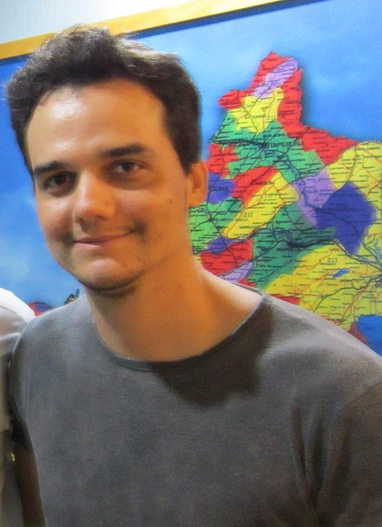
El brasileño Wagner Moura interpreta a Spider.

Mientras tanto, Max Da Costa (Matt Damon), un exconvicto pobre que vive en las ruinas de Los Ángeles y trabaja en las fábricas de Armadyne, donde se fabrican aviones teledirigidos de vigilancia robótica para Elysium, se reencuentra con una vieja amiga, Frey (Alice Braga), que trabaja como enfermera en un atestado hospital público y tiene una hija, Matilda, que está muriendo de leucemia y no tiene el dinero suficiente para pagar atención médica de calidad. Esto sucede porque la población humana que vive en el planeta no tiene acceso a las máquinas Med-Pod que regeneran la estructura celular y atómica del cuerpo humano. A estas máquinas solo tienen acceso aquellos que viven en la estación espacial Elysium.
Después de haber sido expuesto a niveles peligrosos de radiación en un accidente en la fábrica, y enterarse gracias a un robot médico de que va a morir en cinco días, Max es despedido por Carlyle porque no tiene seguro médico ni sindicatos de trabajadores en la fábrica. Max busca la ayuda de un contrabandista, Spider (Wagner Moura), que se compromete a ayudarlo a infiltrarse en Elysium y utilizar una Med-Pod para curarse a sí mismo, un sistema de curación utilizado solamente por los habitantes de Elysium para curar sus enfermedades y reparar el cuerpo. Estos Med-pods tienen forma de vaina de supervivencia, y son como una cápsula médica, una cama donde el paciente es atendido con una tecnología muy avanzada a nivel celular y atómico. Las células del cuerpo humano se pueden regenerar en forma indefinida. A cambio, Max le ayuda a robar información de la mente de Carlyle, que Spider podría aprovechar para ayudar a la gente pobre a viajar a Elysium y curar sus enfermedades.
Max recibe implantes biotecnológicos, incluyendo un exoesqueleto mecánico rudimentario que aumenta su fuerza para luchar como un soldado, y un transmisor especial para transferir los códigos directamente de la mente de Carlyle a la suya como un hacker de computadora y poder pasárselos luego a Spider. A continuación, intercepta el transbordador espacial de Carlyle cuando despega de regreso a Elysium, con la ayuda de su amigo Julio (Diego Luna) y los hombres de Spider, con una bala especial que funciona como una mina explosiva, con cuidado de no destruir totalmente la nave y evitar matar a Carlyle. La nave es derribada cerca de ellos y roba los datos de la mente de Carlyle. Al enterarse del ataque, Delacourt despliega al mercenario Kruger y sus hombres para rescatar a Carlyle y, en la batalla con una nave militar de operaciones tácticas, una bala alcanza a Carlyle, dejándolo gravemente herido. Posteriormente, muere y Julio se sacrifica para que Max pueda escapar.
Max busca a Frey por ayuda, pero se niega a pasar de contrabando a Matilda a Elysium para que se pueda curar de su enfermedad con las máquinas Med-Pod. Spider más tarde le dice a Max que Delacourt puso en cuarentena a Los Ángeles con el fin de encontrarlo. Asimismo, descubren que podrían utilizar el programa para reescribir la configuración de Elysium y que todos los habitantes de la Tierra, se conviertan en ciudadanos también para poder vivir en Elysium, pero Max se niega porque demoraría mucho tiempo revelar la clave de la información en su cerebro, que está codificada, y podría morir en las próximas horas. En su lugar escapa y trata de negociar con el mercenario Kruger para que él sea llevado a Elysium a cambio del programa, en un encuentro que tienen en las afueras de la ciudad, con la nave militar para llegar a Elysium, con una granada de mano para poder negociar, que amenaza con detonar si la suelta. 
Frey y Matilda son capturados por los hombres de Kruger y mantenidos dentro de la nave para negociar con Max, como una garantía porque también quería obtener los datos de la mente de Max, y llevarlos a Elysium junto con Max, en una situación muy tensa y complicada, el mercenario cumpliría su misión de recuperar la información, pero también quiere secuestrar a Frey, en el viaje justo antes de aterrizar en Elysium, Max se enfrenta a Kruger y sus hombres, averiando la nave por la explosión de la granada que llevaba consigo, y esta colisiona con una casa elegante en Elysium, ahí son capturados por Delacourt, que se prepara para extraer el programa de la mente de Max con la consecuencia de matarlo en el proceso. Sin embargo, Kruger traiciona a Delacourt matándola cuando esta le reprochaba por no completar la misión de manera discreta y para tratar de apoderarse de los datos de la mente de Max, tendría más poder para controlar a Elysium.
Max escapa y se reúne con Spider, que llega a Elysium con sus hombres para ayudarlo en una nave que lograr mantenerse oculta y entrar en forma ilegal. Entonces, luchando juntos, ellos matan a Kruger y a sus hombres, y Max se sacrifica para cargar el programa en la torre de control de Elysium. Spider luego hace a los seres humanos de la Tierra ciudadanos de Elysium, permitiéndole a Frey utilizar uno de los Med-Pods para curar a Matilda, mientras que otros robots y naves médicas, se ponen en marcha a la Tierra para localizar y ayudar a otros en su necesidad de ayuda médica, terminando con el monopolio de Elysium y la corporación que la construyó.

## Reparto
- Matt Damon (1970-), como Max Da Costa.
- Jodie Foster (1962-), como Jessica Delacourt, Secretaria de Defensa de Elysium.
- Alice Braga (1983-), como la enfermera Frey Santiago.
- Diego Luna (1979-), como Julio, amigo de Max Da Costa.
- William Fichtner (1956-), como John Carlyle, dueño de la fábrica de armas "Armadyne".
- Sharlto Copley (1973-), como el asesino M. Kruger.
- Wagner Moura (1976-), como el delincuente Spider.
- Ona Grauer (1978-), como una agente de CCB.
- Carly Pope (1980-), como una agente de CCB.
- Michael Shanks (1970-), como un agente de CCB.
- Christina Cox (1971-), como una agente de CCB.
- Maxwell Perry Cotton (2000-), como Max Da Costa (niño).
- Valentina Giros, como Frey (niña).
- Emma Tremblay (años 2000), como Matilda, la hija de Frey.
- Brandon Auret (1972-), como Drake.
- Josh Blacker (años 1960), como Crowe.
- José Pablo Cantillo (1979-), como Sandro.
- Faran Tahir (1964-), como el presidente Patel.
- Adrian Holmes (1974-), como Manuel.
- Jared Keeso (1984-), como Rico.
- Terry Chen (1975-), como un técnico en neuroinformática en Elysium.
- Catherine Lough Haggquist, como la representante Burrard.
- Mike Mitchell (1968-), como el capataz de Max, culpable de su irradiación.
- Johnny Cicco (1972-), como Vincente.
- Derek Gilroy, como Pablo.
- Mario Pérez de Alba, como uno de los técnicos de Spider.
- Alejandro Belmonte, como uno de los técnicos de Spider.
- Tracy Waterhouse, como una enfermera.

## Producción
Elysium está dirigida y escrita por Neill Blomkamp, coguionista y director de District 9 (Distrito 9 en España y Sector 9 en Hispanoamérica). Los productores de «The Hunger games» (los juegos del hambre) se reunieron con grandes productoras para presentar Elysium y Blomkamp mostró los diseños artísticos de su proyecto. Sony Pictures adquirió el proyecto, pues pujó más que el resto de los estudios.
Con un presupuesto estimado de 120 millones de dólares, el rodaje comenzó en julio de 2011 en Vancouver, Canadá.
El segundo rodaje todavía estaba en proceso a mediados de octubre de 2012, realizado en Los Reyes Acaquilpan, Tecomatlán y Lomas de San Isidro que pertenecen al municipio La Paz (en el Estado de México) y en Colonia Agrarista del municipio de Chalco.

## Lanzamiento
El estreno de Elysium se planificó para el 1 de marzo de 2013. Cuando se anunció la película, la petición de Sony Pictures fue lanzarla a finales de 2012.
Más tarde, fijó una fecha de estreno oficial: el 8 de marzo de 2013, pues así evitaría entrar en competición con «Oz: The Great and Powerful».
Más tarde, en octubre de 2012, Sony anunció que habían pospuesto el día de estreno al 9 de agosto de 2013.

## Tema
Elysium es una historia original que, al pertenecer al subgénero ciberpunk de la ciencia ficción, presenta sus rasgos característicos con un enfoque general en la sociología y derechos humanos a diferencia de otras obras del mismo subgénero como: Blade Runner, The Matrix o Ghost in the Shell (película de 1995), las cuales presentan temas más implicados en la filosofía de la mente dónde la tecnología está estrechamente relacionada con la experiencia humana al punto en el que la línea entre lo que es artificial o natural, real o mentira es imposible o casi imposible de marcar. Esto lo podemos observar al ver como la trama avanza a través de la búsqueda de información, el hackeo y las megacorporaciones, presentando los implantes tecnológicos , la desigualdad social extrema, y el decaimiento en la implementación de los derechos humanos, tratando superficialmente temas filosóficos a través de los flashbacks dónde Max de niño habla con la monja que lo cuidaba. 